# Illiberis pseudopsychina
Illiberis pseudopsychina is een vlinder uit de familie van de bloeddrupjes (Zygaenidae). De wetenschappelijke naam van de soort is voor het eerst geldig gepubliceerd in 1951 door Alberti.